# Ljusgöl (Gärdserums socken, Småland)
Ljusgöl är en sjö i Åtvidabergs kommun i Småland och ingår i Storåns huvudavrinningsområde.